# Katarina Madovčik

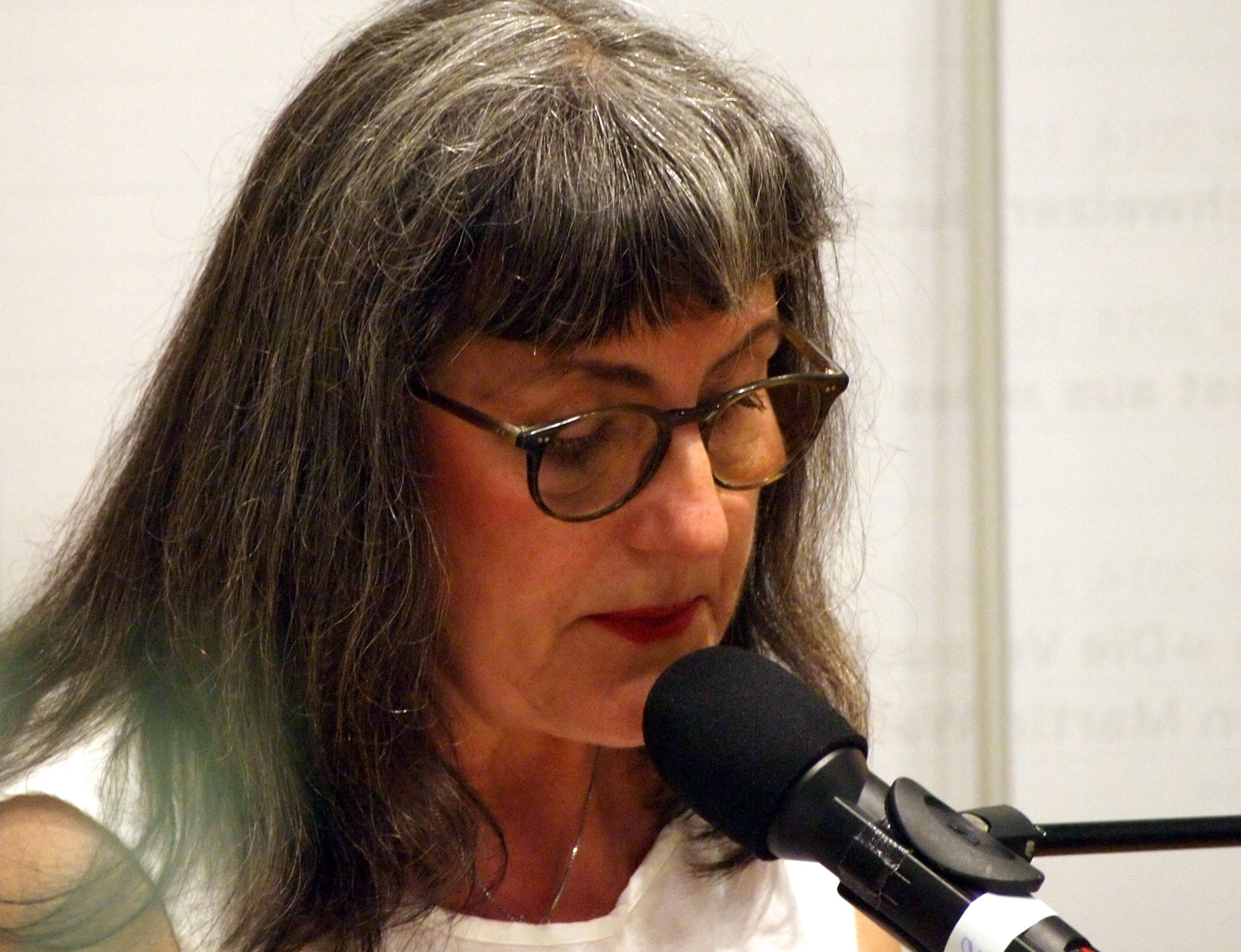
Katarina Madovčik liest auf der Frankfurter Buchmesse 2014

Katarina Madovčik (* 18. November 1952 in Skalica, Slowakei) ist eine Schweizer Schriftstellerin und Verlegerin.

## Leben
Katarina Madovčik studierte Germanistik, Nordistik, Slawistik, Psychologie und Soziologie. Sie wurde zum Dr. phil. promoviert und veröffentlichte wissenschaftliche Beiträge zum Thema Märchen und Psychologie sowie das Kriminelle in Märchen. Heute lebt sie in Zürich und arbeitet als Autorin, Verlegerin und Psychologin.
2000 erschien im von ihr gegründeten KaMeRu Verlag ihr erster Kriminalroman unter dem Titel Die 25. Stunde – ein Russlandkrimi –, den sie zusammen mit Ruben Mullis schrieb und der ins Englische übersetzt wurde. Danach folgte das zweisprachige Märchenbuch Bolo raz… Es war einmal… (slowakisch und deutsch). Unter dem Pseudonym C. K. Miller veröffentlicht sie seit 2013 zusammen mit der Schweizer Schriftstellerin Christina Casanova Kriminalromane.

## Werke
- Katarina Madovčik, Ruben Mullis: Die 25. Stunde. KaMeRu Verlag, Zürich 2000
- Katarina Madovčik: Bolo raz… Es war einmal…, KaMeRu Verlag, Zürich 2000
- Katarina Madovčik: Der Tod ist der Hirte. KaMeRu Verlag, Zürich 2013, ISBN 9783906739977
- Katarina Madovčik: Der zerschnittene Fluss. KaMeRu Verlag, Zürich 2013, ISBN 9783906739984